# Vojtech Kocián
Vojtech Kocián (* 3. dubna 1937 Hlohovec) je slovenský operní pěvec, tenorista a také otec biologa a římskokatolického kněze Matúše Kociana.
Po maturitě na strojní průmyslovce  absolvoval v letech 1959–1967 studium zpěvu na Vysoké škole múzických umění v Bratislavě. Působil v Klagenfurtu, Štýrském Hradci a Mariboru. V letech 1969–1971 a 1972–1975 byl sólistou opery Divadla Jozefa Gregora Tajovského v Banské Bystrici, od roku 1975 pak sólistou opery Národního divadla v Praze. Zde působil až do srpna roku 1997 .

## Ocenění
- 1985 Zasloužilý umělec